# Dendrolagus spadix
Espèce
Statut de conservation UICN

 VU A2cd : Vulnérable
Le Dendrolague des plaines (Dendrolagus Spadix) est une espèce de marsupiaux arboricoles, endémique en Nouvelle-Guinée.